# Schloss Pfongau

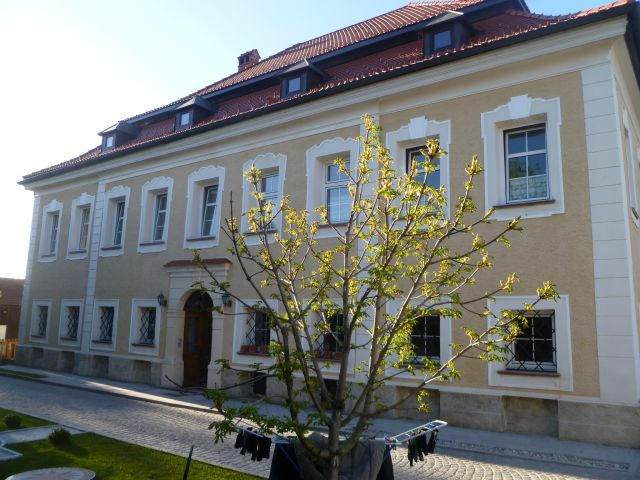
Schloss Pfongau

Das Schloss Pfongau befindet sich in dem gleichnamigen Ortsteil der Gemeinde Neumarkt am Wallersee im Flachgau des Bundeslandes Salzburg. Das Gebäude steht unter Denkmalschutz (Listeneintrag).

## Geschichte
Pfongau war bereits zur Römerzeit besiedelt, wie der als „sensationell“ bezeichnete Fund der Venus von Pfongau im Bereich einer Villa rustica auf dem Winklerfeld bezeugt. Den Ort Pfongau (Fangauuvae) gibt es im Raum Neumarkt bereits seit dem 8. Jahrhundert.
Das Gut Pfongau war Lehen des Erzherzogtums ob der Enns. 1267 wird bei Verhandlungen um die Türme in Reisberg, Griffen und Finkenstein in Kärnten auch ein Phangowarius genannt. Eine Burgpfleger-Familie der Pfongauer ist im 15. Jahrhundert in Kärnten im Raum Villach nachgewiesen. 1413 und 1432 wird Cunrad Öder zu Pfangaw genannt, 1453 ein Pauls Aller zu Pfongä und 1495 Conrad Wing(ler) zu Pfongau. Kaiser Maximilian I. belehnte Wolfgang Rainer mit dem Besitz. Am 28. Februar 1522 belehnte König Ferdinand I. die Brüder Wolfgang, Symon und Jakob Rainer mit dem „Sytz und Hof zu Phanngew“. Am 1. Oktober 1545 wurde Jakob Rainer, Pfleger von Golling, allein mit Pfongau belehnt. Sein Nachfolger wurde Hanns Absalom Ridler von Pfongau auf Obing, bayerischer Mautner zu Straßwalchen. Diese Familie erschien 1569, 1583 und 1592 auf den Salzburger Landtafeln. Von Kaiser Rudolf II. erhielt Hans Christoph Ridler am 23. Oktober 1596 „Sitz, Hof und Tavern zu Pfongau“. Am 29. März 1610 wurde der Besitz an Abraham Graf Uiberacker verkauft. In deren Familienbesitz blieb das Schloss bis 1873, dann kauften Johann und Juliane Zauner das Gut. Auf diese folgten am 25. Oktober 1919 auf dem Erbweg Georg Plainer, dann ging das Gut am 26. August 1930 weiter an Georg und Anna Plainer. Am 12. Mai 1931 kauften Johann und Elisabeth Kistner den Ansitz.

## Schloss Pfongau heute
Da der „kaiserlich lehenbare Sitz oder Schloss Pfongau“ bereits 1727 sehr baufällig war, wurde beim erzbischöflichen Hofrat eine Abbruch- und Neubauerlaubnis eingeholt. Die alte Burg wurde bis auf die Fundamente angebrochen. Bis 1742 wurde das neue Barockschloss dann fertiggestellt. 1738 wurden das Maierhaus und die Stallungen (Pfongau 2, Zipfwirt) erbaut. 1841 plante man, hier eine Filialschule von Sieghartstein unterzubringen.
Das Schloss ist zweigeschoßig auf rechteckigem Grundriss erbaut. Ein Mittelrisalit mit fünf Fensterachsen ist angedeutet, die Fassade wird durch ein Hohlkehlengesims abgeschlossen. Ein Mansardenwalmdach deckt den Bau. Im Untergeschoß sind die Fenster mit Schmiedeeisengitter in Rautenform gesichert und mit einfachen Putzfaschen versehen. Im Obergeschoß sind mehrfach gestufte Putzfaschen, die durch einen Mittelstein angeschlossen werden, oberhalb des Eingangsportals aber in Wellenform. In der Mittelachse befindet sich ein Rundbogenportal, umgeben von gequaderten Rechtecksformen. Den Schlussstein bildet eine Fratzenmaske.
Das Innere des Schlosses ist weitgehend schmucklos, da viele Umbauarbeiten vorgenommen worden sind. Im Obergeschoß sind gekehlte Flachdecken mit geschwungenen Stuckfeldern erhalten. Einige davon sind künstlerisch gestaltet, so findet sich in einem das Wappen der Uiberacker, in einem anderen das Fresko „Auffindung des Mosesknaben durch die Tochter der Pharao“. Die Füllungstüren zeigen Intarsienmalereien und haben noch die originalen Beschläge von 1740. In einem südöstlichen Zimmer sind die Wände mit Malereien in reichem Roncaillerahmen ausgestaltet. Dargestellt sind Jagdszenen mit der Göttin Diana und Endymion; als Schöpfer kommt Josef Beer in Frage.
Das Schloss befindet sich in der Nähe der Filialkirche zum heiligen Martin, es ist in Privatbesitz und nicht zu besichtigen. Im Schloss sind Mietwohnungen untergebracht.

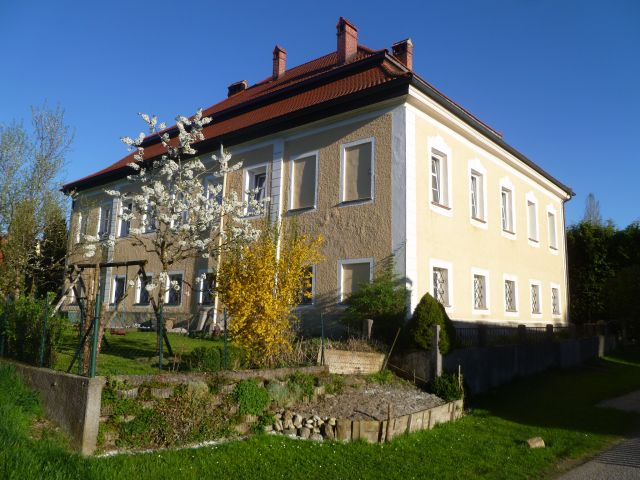
Straßenansicht
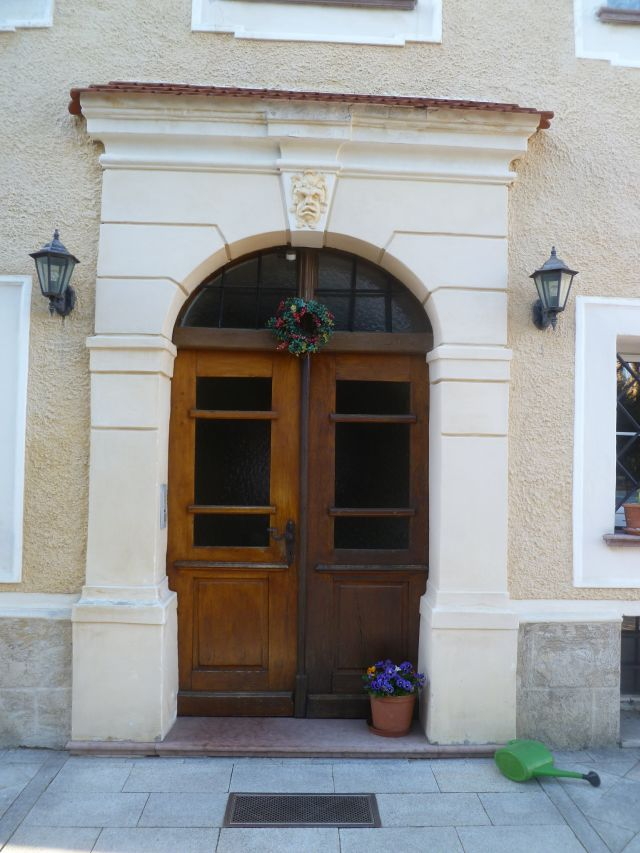
Eingangstor
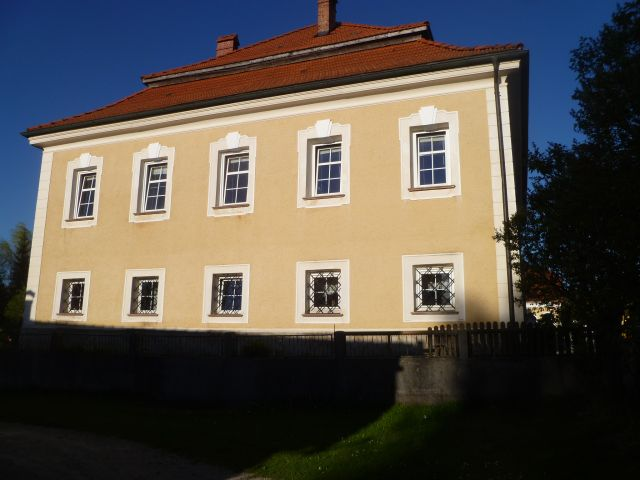
Seitenansicht
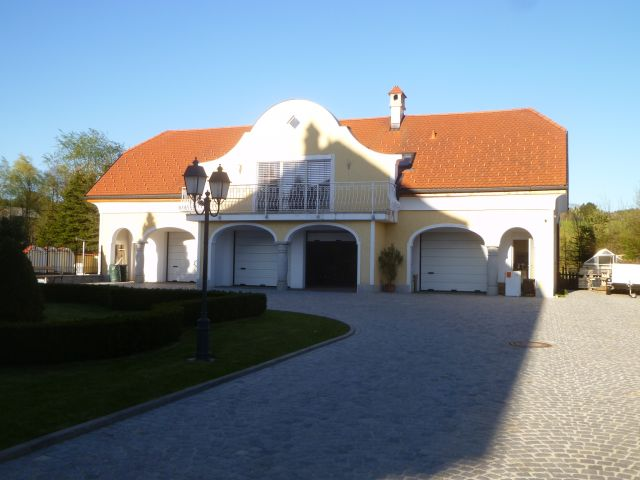
Wagenremise